# United States Army John F. Kennedy Special Warfare Center and School
Das John F. Kennedy Special Warfare Center and School (USAJFKSWCS) ist das Ausbildungszentrum der United States Army für die Sondereinsatzverbände des United States Army Special Operations Command (USASOC).
Am Zentrum werden sämtliche Aspekte der unkonventionellen Kriegführung und der besonderen Missionsprofile der Special Operations Forces dieser Teilstreitkraft und deren Einsatzkonzeptionen, Einsatzgrundsätze und die entsprechenden Ausbildungslehrgänge vermittelt. Das USAJFKSWCS liegt wie das USASOC auf dem Gelände von Fort Bragg, North Carolina, dem größten Militärstützpunkt der Welt. Teileinheiten sind auch in Fort Moore (früher Fort Benning, Georgia) und Camp Mackall (North Carolina) stationiert. Derzeit werden 41 Lehrgänge für etwa 3.100 Teilnehmer angeboten.

## Geschichte
Im Jahr 1950 gründete die United States Army die Psychological Warfare Division (PSYWAR) der Army General School in Fort Riley, Kansas. Zwei Jahre später wurde sie als United States Army Psychological Warfare Center and School nach Fort Bragg verlegt und im Jahr 1956 in United States Army Center for Special Warfare/United States Army Special Warfare School umbenannt. Das Zentrum erhielt den Auftrag, die Doktrin, Techniken und Ausbildung von Spezialkräften und Personal, das in der psychologischen Kriegsführung eingesetzt ist, zu entwickeln. Im Jahr 1960 wurde dieser um Ausbildungsinhalte aus dem Bereich der Aufstandsbekämpfung erweitert. Zwei Jahre später wurde eine Special Forces Training Group geschaffen, die Freiwillige für den Einsatz innerhalb von Spezialkräften ausbilden sollte. Ein Advanced Training Committee wurde aufgestellt, um Methoden zur Infiltration und Exfiltration von Operationsräumen zu entwickeln. Am 16. Mai 1969 wurde das Zentrum in United States Army Institute for Military Assistance umbenannt. Der Lehrplan umfasste nun auch Ausbildungen in den Bereichen des militärischen Fallschirmspringens (HALO) und für das Tauchen mit Drucklufttauchgeräten.
Am 1. April 1972 wurde die United States Army Civil Affairs School von Fort Gordon nach Fort Bragg verlegt und dem Zentrum unterstellt, welches ein Jahr später wiederum dem neugeschaffenen United States Army Training and Doctrine Command (TRADOC) unterstellt wurde. Am 1. Juni 1982 genehmigte der Chief of Staff of the Army die Umwandlung zum eigenständigen Ausbildungszentrum innerhalb TRADOC als United States Army John F. Kennedy Special Warfare Center (SWC) als Reminiszenz an John F. Kennedy, der sich während seiner Amtszeit für die Belange der Green Berets stark eingesetzt hatte. Im Jahr 1985 wurde das Zentrum schließlich in United States Army John F. Kennedy Special Warfare Center and School (SWCS) umbenannt und sechs Ausbildungsbereiche geschaffen:
- Special Forces
- Special Operations Advanced Skills
- Survival, Evasion, Resistance and Escape (SERE)
- Foreign Area Officer
- Civil Affairs
- Psychological Operations

Am 20. Juni 1990 wurde das SWCS dem United States Special Operations Command (USASOC) unterstellt.

## Unterstellte Einheiten und Ausbildungszentren
- 1st Special Warfare Training Group (Airborne) (1st SWTG(A)) in Fort Bragg
- Military Free Fall School auf dem Gelände des Yuma Proving Ground bei Yuma, Arizona
- Special Forces Underwater Operations School in Key West, Florida

## Liste der Kommandeure seit 1961
| Name                       | Beginn der Berufung | Ende der Berufung |
| -------------------------- | ------------------- | ----------------- |
| Jason C. Slider            | Juni 2024           | amtierend         |
| Guillaume Beaurpere        | August 2022         | Juni 2024         |
| Patrick B. Roberson        | August 2019         | August 2022       |
| Kurt L. Sonntag            | Mai 2017            | August 2019       |
| James B. Linder            | Mai 2015            | Mai 2017          |
| Eric Wendt                 | Mai 2014            | Mai 2015          |
| David G. Fox               | November 2013       | Mai 2014          |
| Edward M. Reeder Jr.       | August 2012         | November 2013     |
| Bennet S. Sacolick         | . August 2010       | August 2012       |
| Thomas R. Csrnko           | Juni 2008           | August 2010       |
| James W. Parker            | Juni 2004           | Juni 2008         |
| Geoffrey C. Lambert        | Juli 2003           | Juni 2004         |
| William G. Boykin          | März 2000           | Juli 2003         |
| Kenneth Bowra              | März 1998           | März 2000         |
| William P. Tangney         | Mai 1996            | März 1998         |
| William F. Garrison        | August 1994         | Mai 1996          |
| Sidney Shachnow            | Juli 1992           | August 1994       |
| David J. Baratto           | Juni 1988           | Juli 1992         |
| James A. Guest             | August 1985         | Juni 1988         |
| Robert D. Wiegand          | 1983                | 1985              |
| Joseph Lutz                | 1980                | 1982              |
| Jack V. Mackmull           | 1977                | 1980              |
| Robert C. Kingston         | 1975                | 1977              |
| Michael D. Healy           | 1973                | 1975              |
| Henry E. Emerson           | 1971                | 1973              |
| Edward M. Flanagan Jr.     | 1968                | 1971              |
| Albert E. Milloy           | 1966                | 1968              |
| Joseph Warren Stilwell Jr. | 1965                | 1966              |
| William P. Yarborough      | 1961                | 1965              |

## Stellvertretender Kommandeure
Zurzeit ist der Brigadier General Matthew Gebhard Stellvertreter der Schule.